# (100236) 1994 PS27
(100236) 1994 PS27 es un asteroide perteneciente al cinturón de asteroides, descubierto el 12 de agosto de 1994 por Eric Walter Elst desde el Observatorio de La Silla, Chile.

## Designación y nombre
Designado provisionalmente como 1994 PS27.

## Características orbitales
1994 PS27 está situado a una distancia media del Sol de 2,389 ua, pudiendo alejarse hasta 2,680 ua y acercarse hasta 2,098 ua. Su excentricidad es 0,121 y la inclinación orbital 2,306 grados. Emplea 1348 días en completar una órbita alrededor del Sol.

## Características físicas
La magnitud absoluta de 1994 PS27 es 16,3.